# 鹽津神社
鹽津神社（塩津神社）（しおつじんじゃ）は、滋賀県長浜市西浅井町塩津浜に鎮座する神社である。

## 祭神
塩土老翁神を主祭神に、彦火火出見尊と豊玉姫尊を配祀する。

## 神紋
- 三ッ巴

## 歴史
創祀年代は不詳。『延喜式神名帳』所載（式内社）「鹽津神社」の論社。
明治9年（1876年）に村社、同17年（1884年）に郷社に加列された。平成20年（2008年）、近傍の塩津浜遺跡の神社跡から神像5体が出土し、本神社との関わりについての研究が求められている。

## 祭祀
- 例祭

4月18日に行われる。

## 境内社
- 八幡神社
- 琴平神社
- 愛宕神社